# Данини, Сильвио Амвросиевич
Сильвио (Валентин) Амвросиевич Данини (19 июня [1 июля] 1867, Харьков — 11 января 1942, Ленинград) — русский архитектор (гражданский инженер) итальянского происхождения, автор проектов храмов и жилых домов в Царском Селе и Санкт-Петербурге.

## Биография
Родился 19 июня (1 июля) 1867 года в семье итальянского оперного певца Амброджо Данини и его супруги Эмилии.
В 1879 году, после смерти отца, Сильвио с матерью Эмилией переехал в Полтаву, а в 1886 году — в Санкт-Петербург, где в 1892 году окончил Императорскую Академию художеств со званием «Классный художник 1-й степени».
Карьеру начинал под началом архитектора Красовского, участвовал в перестройке для будущего императора северо-западное крыло Зимнего дворца. В результате, в 1892 году ему последовал заказ — ремонт, а затем и реконструкция с пристройками, Знаменской церкви в Царском Селе. В 1894 году реставрировал Екатерининский собор. В 1896 году Сильвио Данини был назначен архитектором Царскосельского дворцового управления, а 5 октября 1911 года ему уже присвоили звание архитектора Высочайшего Двора.
В 1893 году Сильвио женился на лютеранке Вере Штукенберг (1874—1944) — дочери хозяина особняка на Аптекарском острове А. И. Штукенберга. У них родилось четверо детей (в том числе Евгений, Виргиния и Валентин, архитектор). Потомки архитектора живут в Санкт-Петербурге.
В 1914 году получил чин действительного статского советника. Был награждён российскими и иностранными орденами: Св. Станислава 2-й ст. (1900), Св. Анны 2-й ст. (1903), Св. Владимира 4-й ст. (1905); персидский орден Льва и Солнца 3-й ст., французского ордена Академических пальм офицер, кавалерский крест румынского ордена Короны.
После революции, в 1923 году, переселился в Петроград, где проектировал гидротехнические сооружения на реке Свирь.
Умер в Ленинграде 11 января 1942 года во время блокады (позже супруга с дочерью Виргинией были эвакуированы). Похоронен на Волковском лютеранском кладбище на семейном участке Штукенбергов, там же где и А. И. Штукенберг (баронская дорога; уч. 23).

## Постройки
Царское Село
- 1896—1898 — Дворцовая электростанция, Малая улица, дом 7-9, сохранилась.
- 1896—1898 — ворота, из кованого железа у въезда в парк к Александровскому дворцу, сохранились.
- 1896—1898 — Грот-родник, сохранился.
- 1897 — гранитная пристань на «Озерках» в 4-й части Александровского парка, сохранилась.
- 1898—1899 — дом Екатерининской и Госпитальной церковно-приходских школ, Пушкинская улица, дом 22, 24, сохранился.
- 1899 — деревянное здание Софийской церковно-приходской школы (переделка проекта А. Н. Померанцева, в 1902—1903 надстроил здание для устройства в нём храма), Кадетский бульвар, не сохранилось.
- 1899—1902 — дача С. А. Данини, Павловское шоссе, дом 26, сохранилась.
- 1901—1904 — Усадьба А. В. Кокорева, Московская улица, дом 55, сохранилась.
- 1902—1904 — Демидово-Шелковская богадельня, Октябрьский бульвар, дом 16, сохранилась.
- 1900-е — Доходный дом Б. П. Петрова, Конюшенная улица, дом 17, сохранилось (ныне — кинотеатр «Авангард»).
- 1903—1904 — жилой дом Е. Д. Максимова, Леонтьевская улица, дом 39, сохранился.
- 1903—1908 — комплекс зданий Царскосельской очистной станции (совместно с Н. В. Мединским, К. Д. Грибоедовым, С. Ю. Сидорчуком, Л. Р. Шведе), Фильтровское шоссе, дома 3-7, сохранился.
- 1905 — особняк графа В. В. Гудовича, Парковая улица, дом 18 и 18а, сохранился.
- 1905 — дача С. А. Тами (урожденной Штакенберг, сестры В. А. Данини), Павловское шоссе, дом 30, сохранилась.
- 1905—1906 — Школа нянь императрицы Александры Фёдоровны, Красносельское шоссе, дом 9, сохранилась.
- 1905—1907 — Дом призрения увечных воинов императрицы Александры Фёдоровны (расширен 1914—1915), Парковая улица, дом 64, сохранился.
- 1906—1907 — Родильный приют М. А. Дрожжиной (в 1910—1913 пристроен западный корпус), Павловское шоссе, дом 14, сохранился.
- 1906—1907 — Первое здание Императорского гаража, Академический проспект, дом 4, сохранилось.
- 1907—1908 — деревянное здание амбулатории Царскосельской общины Красного Креста, Леонтьевская улица, дом 33, сохранилось.
- 1909 — Елевая караулка на Еловой аллее Александровского парка, не сохранилась.
- 1910—1911 — дом Мастерового двора Царскосельского дворцового правления, Малая улица, дом 18, сохранился.
- 1910—1916 — казарма городовых, Павловское шоссе, дом 64, сохранилась.
- 1911 — острозаразный павильон Царскосельского дворцового госпиталя, Госпитальная улица, дом 7з, сохранился.
- 1911 — караулка лесника в Отдельном парке, руинирована.
- 1912 — дача С. М. Дейчмана, Павловское шоссе, дом 32, сохранилась.
- 1912—1914 — каменное здание амбулатории Царскосельской общины Красного Креста с церковью иконы Божией Матери «Всех скорбящих Радость», Леонтьевская улица, дом 35, сохранилось.
- 1914 — лазарет для офицеров Царскосельского дворцового госпиталя, Софийский бульвар, дом 26, сохранился.

- 1896—1898 — реконструкция левого флигеля Александровского дворца под личные апартаменты Николая II и Александры Фёдоровны, с устройством подземной галереи между дворцом и Дворцовой кухней.
- 1899—1900 (и 1911) — перестройка Знаменской церкви, Садовая улица, дом 2-а, во время реставрации в 1960—1962 годах пристройки С.Данини уничтожены.
- 1905 — перестройка дачи А. Р. Синевой (бывшая дача Деригера), Московское шоссе, дом 27, сохранилась.
- 1906—1908 — расширение по проекту С.Данини алтарная часть католической церкви, Дворцовая улица, дом 24, сохранилась.
- 1907—1908 — перестройка и расширение прозекторской с часовней при Царскосельском дворцовом госпитале, Госпитальная улица, дом 7е, сохранилась.
- 1908 — перестройка и надстройка третьего этажа центрального корпуса Городового полицейского управления, Леонтьевская улица, дом 28, сохранилось.
- 1908—1909 — реконструкция здания Китайского театра.

- 1896—1897 — наблюдение за строительством дачи великого князя Бориса Владимировича в Отдельном парке, Московское шоссе, дом 11, сохранилась.
- 1896-1897- окончание строительства и пристройка флигеля жилого дома Дворцового ведомства, Средняя улица, дом 6, сохранился.
- 1899 — закончил постройку храма лейб-гвардии Кирасирского Его Величества полка (по проекту отстраненного от работ В. Н. Курицына), Кадетский бульвар, дом 7, сохранилась.
- 1901—1902 — закончил постройку здания Царскосельского реального училища (по проекту архитектора А. Н. Иосса), Госпитальная улица, дом 24, сохранилось.

- 1907 — проект перестройки Екатерининского собора с устройством колокольни, не реализован.
- 1916 — проект Института экспериментальной хирургии в Царском Селе, не реализован

Санкт-Петербург
- 1903—1904 — доходный дом А. Ю. Тами и С. М. Дейчмана (с гимназией М. Н. Стоюниной), улица Правды, дом 20, сохранился.
- 1912 — дом Г. К. Штемберга, Звенигородская улица, дом 10, сохранился.
- 1899 — изменение фасада по Шпалерной улице дома Г. М. Петрова, Шпалерная улица, дом 16, сохранился.
- 1903 — перестройка доходного дома, улица Некрасова, дом 9, сохранился.
- 1914 — надстройка углового флигеля особняка В. П. Орлова-Давыдова, Улица Чайковского, дом 27, сохранился.

## Память
- Улица Архитектора Данини
- 2022 год объявлен в Санкт-Петербурге и Пушкине годом архитектора Сильвио Данини; в рамках года будет проведен ряд мероприятий, в том числе международной научной конференции о творческом наследии Данини.